# Leimuiden (schip, 1755)
De Leimuiden was een Nederlands schip van de Vereenigde Oostindische Compagnie, gebouwd in 1755 voor de Kamer van Amsterdam op de VOC-werf in Amsterdam. Het schip vertrok op 29 december 1769 van Texel en strandde op 27 januari 1770 bij Boa Vista (Kaapverdië). De meeste opvarenden konden worden overgebracht naar het in de nabijheid zijnde VOC-schip Renswoude, maar schip en lading gingen verloren.
In 2000 werd een goudbaar ter waarde van 75.000 gulden gevonden in het wrak van De Leimuiden. De goudstaaf is op 28 maart 2000 overgedragen aan het Koninklijk Penningkabinet, waar deze op 29 april 2000 gestolen werd.